# Agua del fondo antártico

El agua del fondo antártico se forma en el Océano Antártico producto del enfriamiento del agua de la superficie en las polinias.

El agua del fondo antártico (AAFA) es un tipo de masa de agua en el Océano del Antártico que rodea la Antártida. Las temperaturas de estas varían de −0.8 a 2 °C (35 °F), con salinidades de 34.6 a 34.7 ups. Siendo la masa de agua más densa de los océanos, se ha encontrado que el AAFA ocupa los rangos de profundidad por debajo de los 4000 m de todas las cuencas oceánicas que tienen una conexión al Océano Antártico a ese nivel.
La principal importancia del agua del fondo antártico es que esta es la más fría de las aguas de fondo marino; esta característica hace que tenga una influencia significativa en el movimiento de los océanos del mundo. El agua del fondo antártico también tiene un alto contenido de oxígeno en relación con el resto de las aguas profundas de los océanos; esto se debe a la oxidación del contenido orgánico deteriorándose en el resto de los océanos profundos.  El agua del fondo antártico por tanto ha sido considerada la ventilación del océano profundo. 

## Formación y circulación

Flujo del AAFA Flujo en el Atlántico Ecuatorial

El agua del fondo antártico es creada, en parte, debido al importante vuelco del agua del océano. Se forma en el Mar de Weddell y el  Mar de Ross, fuera de la Tierra Adelia y cerca del Cabo Darnley. Esta agua se forma producto del enfriamiento de las aguas de la superficie en las polinias y bajo la plataforma de hielo.
Una característica única del agua del fondo antártico es el viento de superficie frío soplando del continente antártico. El viento de superficie crea las polinias las cuales abren la superficie de agua a más viento. Este viento antártico es más fuerte durante los meses de invierno y por ello la formación de agua del fondo antártico es más pronunciada durante la estación de invierno antártico.
El agua superficial está enriquecida en sal producto del proceso de formación de hielo del mar en el cual se da la expulsión de salmuera. Debido a la densidad aumentada de esta agua, esta se hunde y fluye bajo el margen continental antártico para continuar al norte a lo largo del fondo. Esta es el agua más densa en el océano libre, y está por debajo de otras aguas de fondo y aguas intermedias a lo largo del hemisferio sur. En particular, el agua del fondo marino de Weddell es el componente más denso del agua del fondo antártico.
La evidencia indica que la producción de agua del fondo antártico a través del Holoceno (la cual dura 10 000 años) no está en una condición de estado-firme; es decir que los sitios de producción del agua de fondo cambian a lo largo del margen antártico, a través de escalas de tiempo de décadas a siglos, como condiciones para la existencia de cambio de polinias.  Por ejemplo, el nacimiento del Glaciar Mertz, el cual ocurrió en el período del 12–13 de febrero de 2010, cambió dramáticamente el entorno para producir agua de fondo, reduciendo la exportación por hasta 23% en la región de Tierra Adelia.  Evidencia de núcleos de sedimento, conteniendo capas de sedimentos transferidos de un sitio a otro indican fases de corrientes de fondo más fuertes. Estos núcleos de sedimentos, recogidos en la Plataforma Mac.Robertson y la Tierra Adelia, sugieren que han cambiado una y otra vez como sitios importantes de producción de agua de fondo en los últimos varios miles de años.